# NN-159
La carretera NN‑159 es una vía departamental secundaria del municipio de Managua, que conecta las comunidades de Las Viudas y La Márgara, atravesando zonas rurales locales.

## Trazado y cruces
| km  | Localidad / Punto | Departamento | Conexión / Ruta           |
| --- | ----------------- | ------------ | ------------------------- |
| 0,0 | Las Viudas        | Managua      | NN 158                    |
| 3,1 | El Cerro          | Managua      | Camino rural              |
| 6,2 | La Márgara        | Managua      | Fin de ruta departamental |